# Remigio Ozcoz y Calahorra
Remigio Ozcoz y Calahorra (Villafranca, 1 de octubre de 1833-Madrid, 18 de febrero de 1898 ) fue un compositor y maestro de capilla español.

## Vida
Nació en Villafranca, en Navarra, el 1 de octubre de 1833. Con diez años se trasladó a Madrid, donde residió con su tío Francisco Calahorra, por aquel entonces capellán real. Allí fue infante del coro, al igual que su hermano Apolinar, y ayudante del organista de la Capilla Real. Ingresó en el Conservatorio de Madrid en 1850, siendo discípulo de Hilarión Eslava en composición. Consiguió la medalla de oro en composición en 1859.
Consiguió por oposición el magisterio de capilla de la iglesia metropolitana de Manila en las islas Filipinas en 1860, donde entre otros alumnos tuvo a Manuel Luna Novicio. Tuvo que renunciar al cargo por problemas de salud; le sustituyó su hermano Apolinar. La personalidad de Remigio influyó poderosamente en la vida y la enseñanza musical de Filipinas.
En 1867 regresó a Madrid donde fue nombrado profesor honorario de la Capilla Real y subsiste dando clases y con el beneficio de una tienda de música y de una editorial musical. Apolinar había sido tiple de viola sucesivamente en la Capilla Real; regresado de Filipinas a los cuatro años, en 1875 volvió a ocupar su puesto en la Real Capilla, y murió el 10 de julio de 1878.

## Obra
Musicalmente, disminuye el número de voces e introduce instrumentos ajenos hasta entonces de la música religiosa, como el piano, el bombardino y el figle. De los dos hermanos el conocido como compositor es Remigio, y fue uno de los más populares llamados de la última mitad del siglo XIX. Ozcoz y Calahorra, en efecto, tenía vena e inspiración de músico, de una fecunda y espontánea facilidad melódica, no carente de una elegante distinción, que debe reconocerse, en medio de la escuela decadente y mediocre en la que pertenece y del sencillo abrigo con el que viste sus melodías.
Sus obras fueron muy populares, y se cantaron y siguen cantándose por toda España. Su obra es muy amplia, con casi una quincena de misas, más oficios, antífonas, himnos, lamentaciones, letanías, motetes, responsorios, secuencias, gozos, villancicos y alguna obra para piano.
El Salve Regina que se canta en la profesión de Besalú en la provincia de Gerona, es de este compositor. Fue el introductor el músico olotense Antón Bassols Ordeix. Éste introdujo y musicó la partitura del Salve Regina de Ozcoz, aunque no hay datos suficientes que permitan establecer con precisión qué año fue estrenada dentro de los cultos de los Dolores en Besalú. Esta salve se interpreta durante el Viernes de los Dolores de Besalú y La Salve es interpretada tres veces. A la una del mediodía, en la Casa Llaudes, a las cuatro y media de la tarde con la conclusión del Quinario en la Iglesia de San Pedro y en la Plaza Mayor casi al final de la procesión.
Selección de composiciones:
- Missa y oficio de difuntos; a 3 voces, órgano y orquesta
- Missa de la Verge; a 3 voces y órgano
- Missa brillant; a 3 voces, órgano y cornetín
- Misa de aguinaldo; a 2 y 3 voces
- Bendita sea tu pureza; solo y órgano
- Villancets; al Naixement, diversas voces
- Misa pastorela; a 2 y 3 voces
- Misa de Sacramento; a 2 voces
- Misa de cuaresma; a 3 voces solas
- Salve Regina; a 2 voces y órgano
- Letanias; (dos) a 2 y 3 voces
- Gozos a San José; (dos)
- Septenario de Dolores; (tres) a 2, 3 y 4 voces
- Reserva completa al Santisimo; a 2 voces
- Lamentaciones; (seis) para el Miércoles y Jueves Santos, a 2 voces
- Stabat Mater; (dos) a 2 y 3 voces
- Flores de Mayo; (diverses) a 2 y 3 voces
- Despedida á la Virgen; a 2 y 3 voces
- Gozos a la Concepción; a 2 y 3 voces
- Te Deum laudamus; a 2 y 3 voces
- Santo Dios; a 2 y 3 voces
- Motet <Christus factus; a 3 voces editadas todas por H. Eslava
- Dos motets; uno a 4 voces solas y otro a toda orquesta, publicadas por Eslava a la Lyra Sacro-Hispana.
- Coplas a Ntra. Sra. de las Angustias. Coro, solistas (tenor y bajo) y órgano.